# Эрисейра
Эрисейра (порт. Ericeira)  —  населённый пункт и район в Португалии,  входит в округ Лиссабон. Является составной частью муниципалитета  Мафра. Находится в составе крупной городской агломерации Большой Лиссабон. По старому административному делению входил в провинцию Эштремадура. Входит в экономико-статистический  субрегион Большой Лиссабон, который входит в Лиссабонский регион. Население составляет 10 260 человек на 2011 год. Занимает площадь 12,19 км².
Покровителем района считается Апостол Пётр (порт. São Pedro). 

## История
Район основан в 1855 году

## Другие достопримечательности

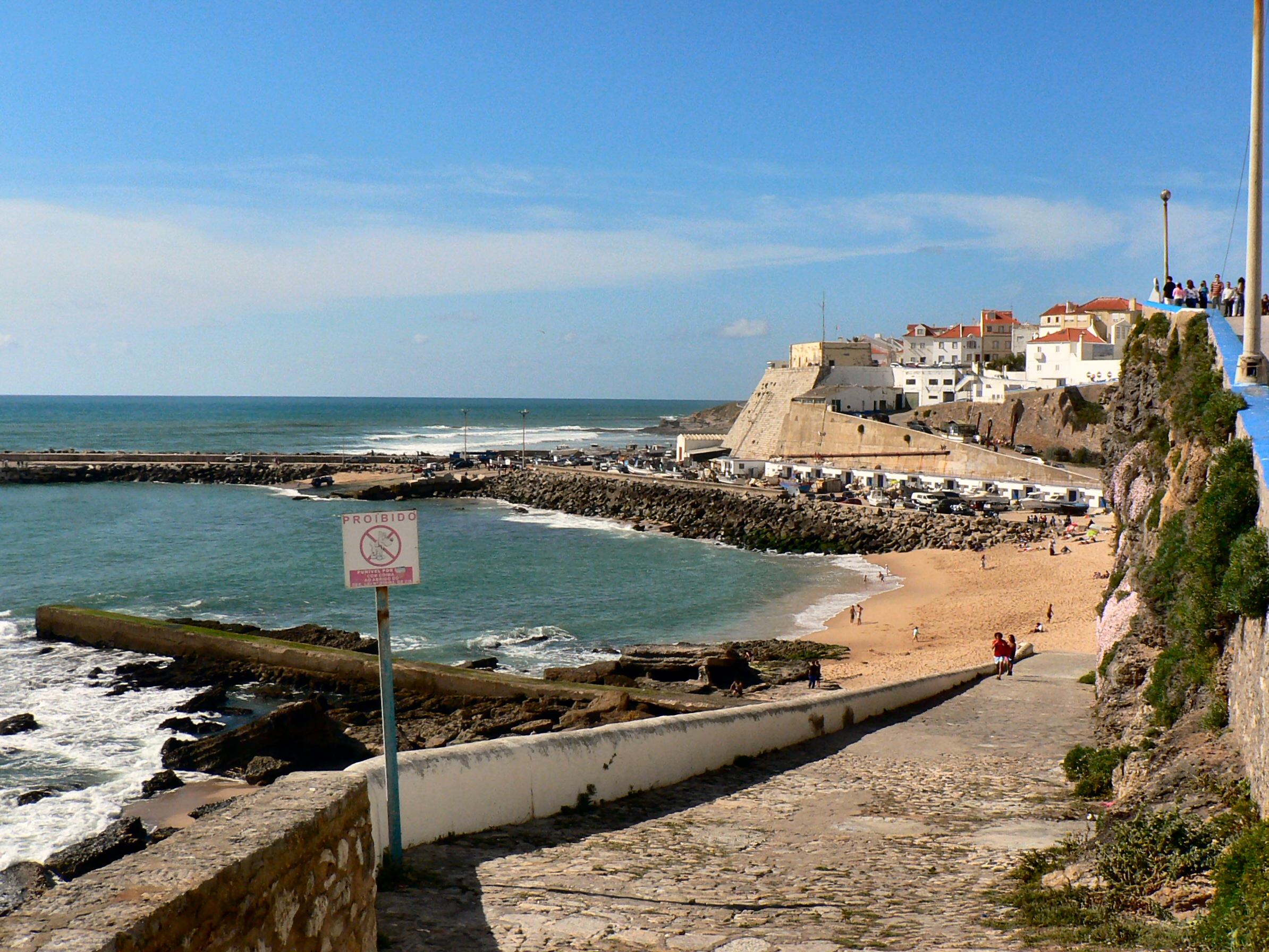
Пляж рыбака

- Рибамар - славится морепродуктами.
- Рыбацкий порт - славится традиционными рыбацкими локами.
- Фернас - славится закатами.
- Южный пляж - панорама заката и пляжа.

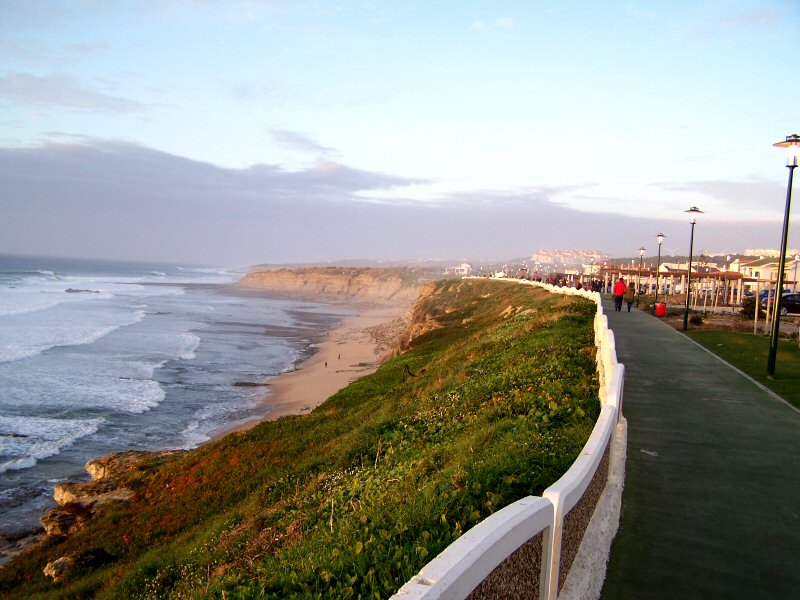
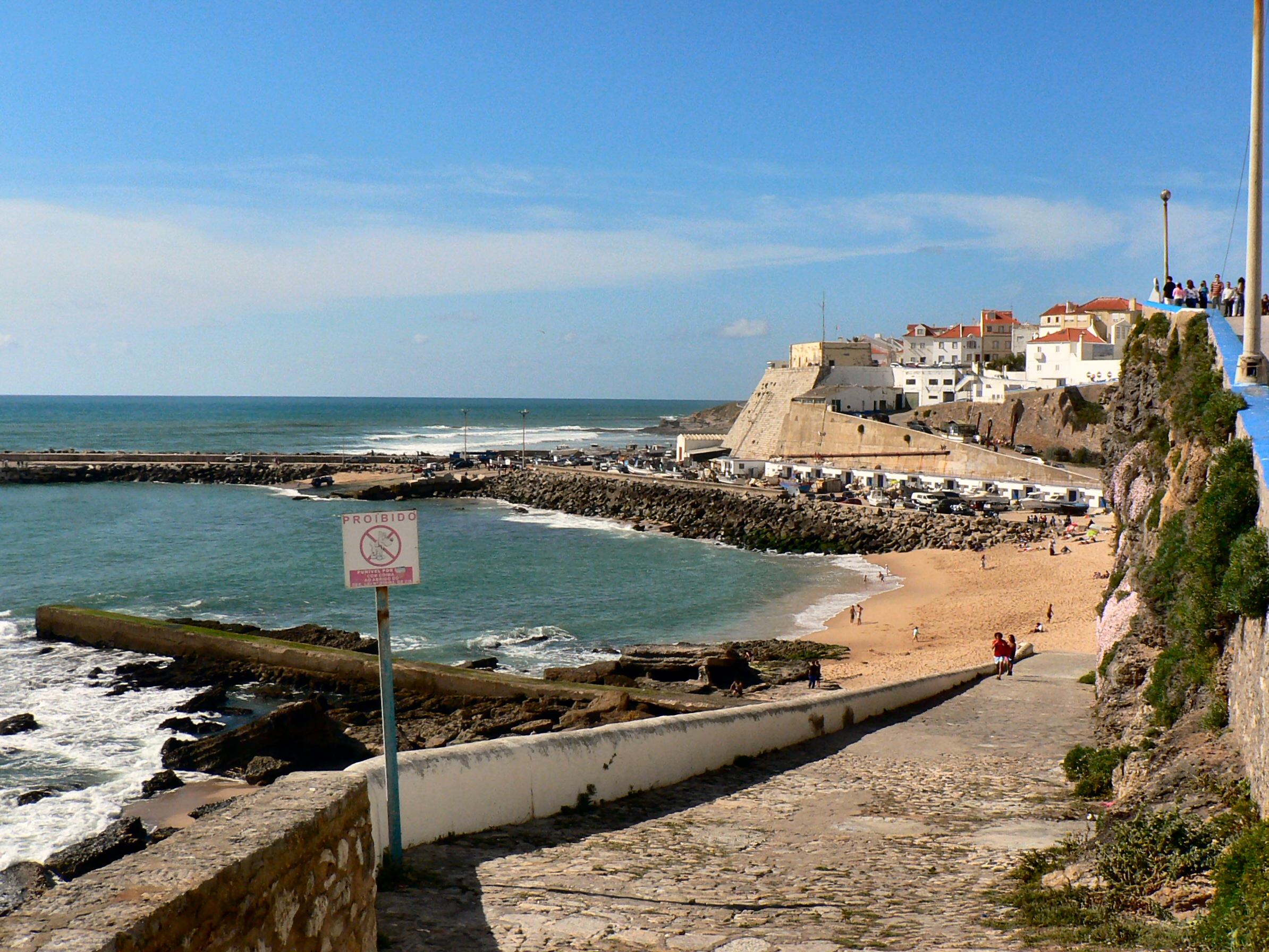